# 圣母神慰小堂 (巴黎)
圣母神慰小堂（Chapelle Notre-Dame de Consolation）是一座羅馬天主教教堂，位于巴黎第八区的让·古戎路（Rue Jean Goujon）。 
圣母神慰小堂修建在慈善市集（Bazar de la Charité）的位置上。这座小教堂是献给1897年这个集市大火的受害者。 